# 学校法人田園調布雙葉学園
田園調布雙葉学園（でんえんちょうふふたばがくえん）とは、東京都世田谷区玉川田園調布に所在する学校法人。
幼稚園（もしくは小学校）から高等学校まで一貫教育を行う女子校。設立母体はカトリックの幼きイエス会（旧サンモール修道会]）。創設者はフランスの修道女メール・セン・テレーズ（Mère St. Thérèse (仏語:メール サン・テレーズ)）。

## 校訓
- SIMPLE DANS MA VERTU FORTE DANS MON DEVOIR（仏：徳においては純真に 義務においては堅実に）

## 所在地
- 〒158-8511 東京都世田谷区玉川田園調布1-20-9

## 交通機関
- 東急大井町線 九品仏駅 徒歩10分
- 東急東横線・東急目黒線 田園調布駅 徒歩15分
- 東急バス園01系統 (田園調布駅－千歳船橋駅)「雙葉学園前」 徒歩2分

## 沿革
- 1941年（昭和16年） - 現在地に雙葉第二初等学校開校予定も、四谷雙葉の校内で授業開始。
- 1943年（昭和18年） - 四谷雙葉から復帰。
- 1949年（昭和24年） - 雙葉第二中学校開校。雙葉第二小学校附属幼稚園開園。
- 1952年（昭和27年） - 雙葉第二高等学校開校。
- 1964年（昭和39年） - 田園調布雙葉と改める。

## 設置校
田園調布雙葉幼稚園は田園調布雙葉小学校附属である。
- 中高一貫校（中学校・高等学校では例外を除いて外部募集を行っていない）
  - 田園調布雙葉中学校・高等学校（東京都世田谷区）
- 小学校
  - 田園調布雙葉小学校（東京都世田谷区）
- その他
  - 田園調布雙葉小学校附属幼稚園（東京都世田谷区）

## 系列校
- 学校法人雙葉学園（東京都千代田区）
  - 雙葉小学校附属幼稚園
  - 雙葉小学校
  - 雙葉中学校・高等学校
- 学校法人横浜雙葉学園（神奈川県横浜市中区）
  - 横浜雙葉小学校
  - 横浜雙葉中学校・高等学校
- 学校法人静岡雙葉学園（静岡県静岡市葵区）
  - 静岡雙葉中学校・高等学校
- 学校法人福岡雙葉学園（福岡県福岡市中央区）
  - 福岡雙葉小学校附属幼稚園
  - 福岡雙葉小学校
  - 福岡雙葉中学校・高等学校

## 著名な出身者
- 皇后雅子（皇族）
- 長嶋亜希子（長嶋茂雄夫人）
- 長野智子（アナウンサー）
- 野田聖子（衆議院議員）
- 小笠原保子（アナウンサー）
- 長島三奈（スポーツキャスター）
- 大村博美（オペラ歌手）
- 梅津弥英子（アナウンサー）
- 杉上佐智枝（アナウンサー）
- 前田有紀（アナウンサー）
- 須黒清華  (アナウンサー)
- 高見侑里  (アナウンサー)
- 中井貴恵（女優）
- 一本木蛮（漫画家）
- 大空祐飛（元宝塚歌劇団宙組トップスター）
- 凪七瑠海（宝塚歌劇団専科男役）
- 高垣彩陽（声優）
- 水谷川優子（チェリスト）